# Subdivision de Bafut
La subdivision de Bafut ou le Royaume/Chiefdom/Fondom de Bafut est une commune du département de la Mezam dans la région du Nord-Ouest, au Cameroun. Elle est située dans la région du Grassland, un nom pour la région du Nord-Ouest et les zones de prairies environnantes. Bafut est le plus puissant des royaumes traditionnels des Grassfields, aujourd'hui divisé en 26 quartiers le long d'un tronçon de 10 kilomètres de la "route périphérique" qui longe une crête au-dessus de la Menchum.
Le Bafut est principalement une région agraire. Les principales langues de la région sont le bafut et le pidgin camerounais. Son siège est situé dans la ville de Bafut.

## Histoire
Bafut était un fondom ou royaume, dirigé par le Fon de Bafut à l'aide de structures de pouvoir traditionnelles. Cependant, à la suite des guerres du Bafut au début du XXe siècle, la région est passée sous le contrôle de l'Empire allemand. Les Allemands ont contraint le Fon à l'exil, mais ont dû le réintégrer dans son rôle de chef lorsque leur chef fantoche n'a pas été accepté. La chute de l'Empire allemand lors de la Première Guerre mondiale a fait passer la région sous le contrôle de l'Empire britannique, où elle faisait partie du Cameroun britannique. Au moins un Fon de Bafut, Achirimbi II, a maintenu des liens amicaux avec les Britanniques. Lorsque les Britanniques ont quitté le territoire, la région a eu le choix de rejoindre soit le Cameroun nouvellement formé, soit le Nigeria. Achirimbi II est réputé pour avoir fait remarquer qu'il s'agissait d'un choix entre "le feu et la mer profonde" ; la région a finalement rejoint le Cameroun.
Depuis 2017, Bafut est devenu le champ de bataille de la crise anglophone au Cameroun. L'opération Free Bafut, en avril 2020, a donné lieu à de violents combats dans et autour du village.

## Géographie
La région de Bafut est située à une vingtaine de kilomètres au nord-ouest de Bamenda et couvre une superficie d'environ 340 kilomètres carrés (130 milles carrés). La population, estimée à 80 000 habitants (2005), est répartie en trois zones principales.
- Au centre se trouvent les habitants de Mumala'a (cœur du pays) regroupés autour du palais du Fon qui se désignent comme les vrais Bafut (Bufu). Ce nom peut être appliqué à l'ensemble de la chefferie.
- Au sud se trouve le Ntare (zone de crête).
- Au nord se trouve le Mbunti (inférieur) qui descend brusquement vers la vallée de la rivière Menchum.

## Structures de pouvoir traditionnelles
Bafut est l'une des deux régions du Cameroun (l'autre étant à Bali), où les structures de pouvoir traditionnelles sont encore en place. Bafut est une chefferie ou fondom. Elle a longtemps été le centre du royaume local du peuple Tikar (originaire des régions septentrionales du lac Tchad), et est administrée par le Fon de Bafut. Le Fon de Bafut était, et dans une certaine mesure est toujours, le Fon suprême de la région, tous les autres Fons lui prêtant allégeance.

## La région dans la culture populaire
La subdivision de Bafut est connue pour
- son palais du Fon de Bafut, qui abrite un musée
- pour son festival annuel Abin e Mfor ou la danse du Mfor/Fon
- comme l'endroit où le célèbre naturaliste britannique Gerald Durrell est venu pour deux expéditions de collecte d'animaux en 1949 et 1957. Durrell a écrit deux récits : Les Lmiers de Bafut et Un zoo dans mes bagages, sur ses voyages à Bafut, et a créé une mini-série télévisée intitulée "To Bafut with Beagles".